# Rivolta Femminile
A Rivolta Femminile ("Revolta das Mulheres") refere-se a: o primeiro grupo feminista exclusivamente feminino, criado em Roma em 1970 com um encontro entre Carla Lonzi, Carla Accardi e Elvira Banotti. O manifesto que elas desenvolveram, que apareceu nos muros de Roma em julho de 1970, é "O Manifesto da Revolta Feminina" (it.  "Manifesto di Rivolta Femminile"); a editora "Revolta das Mulheres", fundada em 1970 em Milão por Carla Lonzi, por meio dela os escritos do grupo foram publicados.

## Contexto Histórico
O surgimento da Rivolta Femminile, em Roma, no ano de 1970, inscreve-se num contexto de profundas transformações sociais e culturais que caracterizaram a Europa e os Estados Unidos a partir do final da década de 1960. No cenário italiano, a crise das instituições tradicionais — família, Igreja, Estado —, o advento dos movimentos operários, estudantis e o embrião dos novos movimentos sociais geraram o terreno fértil para a emergência de um feminismo radicalmente autônomo.
Entretanto, diferentemente dos movimentos mistos ou alinhados às pautas da esquerda tradicional, Rivolta Femminile postulou desde o início a separação radical entre mulheres e instituições patriarcais, incluindo partidos políticos e sindicatos. Como assinala Silvia Tarquini, "o nascimento da Rivolta marca o início de um feminismo que se funda na prática da autoconsciência e na recusa de mediações políticas externas".
A gênese da Rivolta Femminile não pode ser plenamente compreendida sem a consideração minuciosa do ambiente social, político e cultural da Itália e do mundo ocidental no final dos anos 1960 e os fatores determinantes podem ser divididos em três grandes tópicos analíticos:

### 1. A Crise das Estruturas Tradicionais
A década de 1960 foi marcada pela erosão das instituições tradicionais — como a família patriarcal, a Igreja e o Estado nacionalista —, que haviam moldado as sociedades europeias desde o século XIX. Na Itália, esse processo foi acelerado pela industrialização pós-guerra e pelas migrações internas que desestabilizaram os modelos culturais rurais e clericais.
A insatisfação feminina emergiu nesse contexto como uma recusa à destinação social da mulher ao espaço doméstico e à função reprodutiva. Como analisa Mariuccia Salvati, "o crescimento econômico e as migrações urbanas abriram fissuras irreparáveis no modelo tradicional de relações de gênero".

### 2. A Influência dos Movimentos de 1968
Os protestos estudantis e operários de 1968 marcaram uma ruptura geracional contra a autoridade política e acadêmica. Contudo, apesar de sua retórica emancipatória, os movimentos mistos continuavam a reproduzir padrões patriarcais nas suas práticas internas.
Muitas mulheres que participaram ativamente das mobilizações de 1968 perceberam que suas reivindicações específicas eram sistematicamente secundarizadas. Como explica Lea Melandri, "a experiência de 1968 revelou que a emancipação genérica do homem não significava, de modo algum, a libertação da mulher".

### 3. O Debate Feminista Internacional
O ambiente internacional também exercia profunda influência: o movimento feminista norte-americano, com textos como The Feminine Mystique de Betty Friedan (1963) e The Dialectic of Sex de Shulamith Firestone (1970), assim como o feminismo radical francês, notadamente com Simone de Beauvoir, abriu novas possibilidades de reflexão.
Contudo, a Rivolta Femminile optou por um caminho próprio, recusando tanto o modelo igualitarista liberal quanto as categorias marxistas de análise da opressão. Como observa Lia Cigarini, "a Rivolta soube captar que a emancipação pela via da igualdade repetia o erro de tomar o masculino como medida do humano".

#### A Influência de Simone de Beauvoir e Betty Friedan

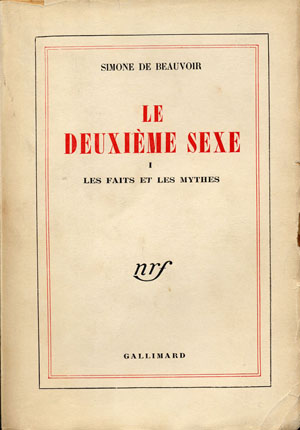
Le deuxième sexe

A reflexão feminista que permeou a criação da Rivolta Femminile encontrou no pensamento de Simone de Beauvoir e Betty Friedan dois marcos conceituais fundamentais.
- Em Le Deuxième Sexe (1949), Beauvoir estabeleceu a célebre tese de que "não se nasce mulher: torna-se mulher"¹, identificando a condição feminina como construção social histórica, e não essência biológica. A autora expôs a maneira como a cultura patriarcal relegava as mulheres à posição de "Outro", dependente e submissa em relação ao sujeito masculino. A análise de Beauvoir, ainda que influenciada por categorias existencialistas e marxistas, forneceu à Rivolta Femminile uma base teórica para compreender a opressão como estrutura simbólica internalizada, a ser combatida não apenas no plano econômico, mas também no da subjetividade.

- Já Betty Friedan, com The Feminine Mystique (1963), trouxe à luz a chamada "angústia sem nome" que acometia mulheres estadunidenses formadas e confinadas à vida doméstica. Friedan denunciou o ideal pós-guerra da mulher satisfeita no lar como uma construção ideológica que servia à manutenção da ordem patriarcal. Embora centrada na realidade de classe média branca, sua crítica da alienação feminina repercutiu entre ativistas italianas, que também percebiam a limitação do modelo familiar tradicional.

Ambas autoras, ainda que pertencentes a contextos distintos, compartilharam a denúncia da subalternidade imposta às mulheres e inspiraram a busca da autonomia, central para a Rivolta Femminile. No entanto, o grupo romano, especialmente sob a influência de Carla Lonzi, procurou ultrapassar suas abordagens, enfatizando a radical diferença sexual e recusando as mediações culturais masculinas, inclusive as marxistas e existencialistas.

## Fundadoras e Princípios
A formação do grupo deve-se ao encontro decisivo entre três figuras centrais: Carla Lonzi (1931–1982), crítica de arte e pensadora radical; Carla Accardi (1924–2014), renomada artista ligada ao abstracionismo italiano; e Elvira Banotti (1933–2014), escritora e militante de origem eritreia. Em uma reunião informal realizada em Roma, em julho de 1970, essas três mulheres compartilharam a insatisfação com as estruturas sociais vigentes e conceberam a necessidade de uma “revolta” que se diferenciasse de qualquer reformismo ou inclusão nos moldes existentes.
Entre os princípios centrais da Rivolta Femminile estavam:
- Autonomia da experiência feminina;

- Recusa da delegação política;

- Rompimento com a lógica de reivindicação e assimilação;

- Afirmação da diferença sexual como positividade e não como deficiência em relação ao masculino.

No histórico manifesto “Sputiamo su Hegel” (“Cospejamos em Hegel”), publicado por Carla Lonzi em 1970, sintetiza-se o espírito do grupo: "a mulher não é um ser incompleto nem um ser para o outro, mas um ser que se basta em sua diferença radical".
A singularidade da Rivolta Femminile deve ser compreendida a partir da trajetória de suas fundadoras e dos princípios inovadores que sustentaram o grupo.

### 1. Carla Lonzi: Crítica de Arte e Teórica da Autonomia
Carla Lonzi (1931–1982) foi uma crítica de arte influente antes de se dedicar integralmente à militância feminista. Formada em História da Arte pela Universidade de Florença, discípula de Roberto Longhi, Lonzi distinguiu-se pela rejeição precoce dos cânones da crítica autoritária. Seu livro Autoritratto (1969) já apresentava uma metodologia inovadora: o uso do diálogo espontâneo, sem hierarquia entre crítica e artista.
Em 1970, Lonzi rompeu com o mundo da crítica para fundar a Rivolta Femminile, reconhecendo que a luta pela expressão autêntica exigia abandonar os sistemas culturais dominados pelo masculino. Em Sputiamo su Hegel (1970), ela critica a apropriação masculina do discurso filosófico e propõe a diferença sexual como fundamento político.

### 2. Carla Accardi: A Linguagem Visual da Rebeldia
Carla Accardi (1924–2014) foi uma artista plástica ligada inicialmente ao Gruppo Forma 1 (1947), que combinava a abstração formalista com o marxismo. Na década de 1960, sua obra tornou-se mais radical, empregando materiais industriais como o sicofoil e privilegiando a experiência sensorial.
Sua adesão à Rivolta Femminile foi motivada pela percepção de que a luta estética pela liberdade formal não era suficiente sem a transformação das relações de gênero. Accardi forneceu ao grupo a consciência da necessidade de uma "linguagem não-contaminada" — conceito que influenciou a prática textual e gráfica da Rivolta.

### 3. Elvira Banotti: A Denúncia Incendiária
Elvira Banotti (1933–2014), escritora de origem ítalo-eritreia, ficou conhecida por seu estilo direto e combativo. Sua formação autodidata e sua experiência de vida em contextos coloniais e pós-coloniais conferiram-lhe uma perspectiva crítica aguçada sobre a intersecção entre sexismo, racismo e colonialismo.
Banotti teve um papel fundamental na formulação do "Manifesto di Rivolta Femminile" (1970), particularmente na insistência de que a libertação feminina só poderia ocorrer por meio da ruptura radical com as instituições tradicionais. Sua obra posterior, como La sfida femminile (1971), enfatiza a rejeição intransigente de qualquer forma de mediação masculina na vida política e afetiva.

## Ação Política e Estratégias
A Rivolta Femminile adotou como forma de atuação a disseminação de manifestos, textos breves e autoedições que circulavam em pequenos grupos ou eram afixados em muros urbanos. Essa prática de "escritura política direta" rompeu com a tradição discursiva masculina baseada em tratados sistemáticos e pesados compêndios teóricos. Como observa Claudia Gualtieri, "o gesto de escrever e difundir sem intermediários era já uma prática de insubordinação simbólica"..1. O Manifesto de 1970: Declaração de Autonomia
O primeiro gesto político da Rivolta Femminile foi a publicação do Manifesto di Rivolta Femminile em julho de 1970, redigido por Carla Lonzi, Carla Accardi e Elvira Banotti. O documento afirmava, de modo contundente, a necessidade da separação das mulheres em relação aos movimentos mistos de esquerda, declarando que "a libertação da mulher é uma questão que diz respeito às mulheres, e que nenhuma mediação é aceitável".
Este manifesto marcou uma ruptura com as práticas da esquerda marxista, que via a questão feminina como "secundária" ou subordinada à luta de classes. Como analisa Beatrice Busi, o manifesto "representa o início da autonomia feminista italiana, afirmando a necessidade de um espaço político exclusivo de mulheres".
A tática da autoconsciência — pequenos grupos de mulheres que partilhavam experiências pessoais sem a mediação de categorias psicanalíticas ou sociológicas — constituiu o núcleo metodológico da prática da Rivolta. Este procedimento, mais tarde difundido amplamente por outros coletivos feministas italianos, consistia em considerar a própria experiência vivida como fonte primária de saber e de ação política.
A Rivolta Femminile construiu uma prática política inovadora e radical, que recusava os modelos tradicionais de militância e propunha a transformação da própria experiência como fundamento da ação coletiva. Suas estratégias podem ser organizadas em três tópicos principais:

### 1. O Manifesto de 1970: Declaração de Autonomia
O primeiro gesto político da Rivolta Femminile foi a publicação do Manifesto di Rivolta Femminile em julho de 1970, redigido por Carla Lonzi, Carla Accardi e Elvira Banotti. O documento afirmava, de modo contundente, a necessidade da separação das mulheres em relação aos movimentos mistos de esquerda, declarando que "a libertação da mulher é uma questão que diz respeito às mulheres, e que nenhuma mediação é aceitável".
Este manifesto marcou uma ruptura com as práticas da esquerda marxista, que via a questão feminina como "secundária" ou subordinada à luta de classes. Como analisa Beatrice Busi, o manifesto "representa o início da autonomia feminista italiana, afirmando a necessidade de um espaço político exclusivo de mulheres".

### 2. A Prática da Autoconsciência
Um dos instrumentos centrais da estratégia da Rivolta Femminile foi o desenvolvimento da prática da autoconsciência (autocoscienza), inspirada em parte nos grupos de "consciousness raising" surgidos nos Estados Unidos, mas adaptada com forte marca teórica própria.
A autoconsciência consistia em encontros entre mulheres para narrar suas próprias experiências, rompendo o silêncio imposto pelo patriarcado e produzindo uma nova linguagem política a partir da subjetividade. Para Carla Lonzi, "a autoconsciência é o terreno em que a mulher adquire o saber de si fora da cultura masculina".

### 3. Edição Autônoma e Circulação de Textos
Outro aspecto inovador da Rivolta Femminile foi a fundação de uma editora própria, Scritti di Rivolta Femminile, destinada a publicar os manifestos, ensaios e reflexões do grupo sem depender das editoras tradicionais — consideradas instrumentos da cultura patriarcal.
Entre 1970 e 1978, essa editora publicou textos fundamentais como Sputiamo su Hegel (1970) e La donna clitoridea e la donna vaginale (1971). A autonomia editorial permitiu que a Rivolta exercesse um controle completo sobre sua mensagem, desafiando os modos convencionais de legitimação cultural.
Como aponta Paola Bono, "o gesto editorial da Rivolta não foi apenas técnico, mas eminentemente político: construir uma linguagem e uma circulação fora dos códigos dominantes".

## Publicações e Produção Intelectual
A produção intelectual da Rivolta Femminile distingue-se pela radicalidade e pela originalidade de sua proposta teórica. Os principa.is documentos, além do já mencionado Sputiamo su Hegel, incluem:
- Manifesto di Rivolta Femminile (1970), que rejeita a igualdade como forma de assimilar a mulher ao modelo masculino e reivindica a valorização da diferença sexual;

- La donna clitoridea e la donna vaginale (1971), no qual Lonzi, em diálogo crítico com Freud, redefine o prazer sexual feminino fora dos parâmetros normativos da psicanálise masculina.

A editora Scritti di Rivolta Femminile, fundada em 1970, permitiu ao grupo manter a independência editorial completa, evitando qualquer forma de censura ou mediação. Este projeto editorial pioneiro reforçou o caráter autorreferencial da prática feminista da Rivolta.

A produção textual foi um dos pilares centrais da Rivolta Femminile, tanto como meio de reflexão teórica quanto como estratégia política de subversão dos códigos do saber patriarcal. Essa atividade intelectual não se deu de forma institucionalizada, mas sim como prática coletiva e insurgente, articulada em publicações autônomas, ensaios teóricos e intervenções poético-políticas. Sobre os veículos e conceitos principais, pode-se citar:

### 1. A Editora “Scritti di Rivolta Femminile”
Fundada por Carla Lonzi em 1970, a editora Scritti di Rivolta Femminile constituiu um marco inédito na história do feminismo europeu. Inspirada pelo princípio da autonomia editorial, essa casa editora foi concebida para assegurar a soberania discursiva do grupo, livre das distorções ou censuras impostas pelos canais de publicação tradicionais.

### 2. Conceitos-Chave e Intervenções Teóricas
Os textos da Rivolta introduziram conceitos fundamentais que marcaram o feminismo italiano e europeu nas décadas seguintes. Entre eles:
- Autocoscienza (autoconsciência): prática de encontro e fala entre mulheres que se tornou também um método de produção do saber feminista.[22]

- Differenza sessuale (diferença sexual): conceito defendido por Lonzi como forma de rechaçar tanto a assimilação da mulher ao homem quanto sua inferiorização simbólica.[23]

- Rifiuto della mediazione (recusa da mediação): oposição a toda estrutura masculina de poder, inclusive à militância marxista, liberal ou psicanalítica.[24]

Esses conceitos não foram abstrações teóricas, mas formas de nomear experiências reais das mulheres, produzidas a partir de práticas de vida compartilhada e da escrita como ação política.

## Legado e Impacto
Embora a experiência da Rivolta Femminile tenha sido relativamente breve — o grupo informal se dissolveu ao longo da década de 1970, à medida que suas fundadoras seguiram trajetórias próprias —, seu impacto foi profundo e duradouro.
O feminismo italiano contemporâneo, especialmente os movimentos ligados à teoria da diferença sexual, como o coletivo ¨Diotima¨ da Universidade de Verona, reconhece na Rivolta Femminile sua principal matriz teórica e ética. Como sintetiza Luisa Muraro, “sem a radicalidade inaugural da Rivolta, a ideia de uma política da diferença não teria sido concebível”.
A influência da Rivolta ultrapassou as fronteiras italianas, repercutindo nas discussões feministas europeias e latino-americanas sobre a necessidade de autonomia organizativa, a valorização da experiência subjetiva e a crítica profunda às estruturas patriarcais invisibilizadas.
A ação e a produção teórica da Rivolta Femminile deixaram marcas profundas na cultura política, filosófica e literária italiana e internacional. Sua influência ultrapassou os limites da militância para transformar práticas de escrita, modos de subjetivação e estruturas de pensamento em múltiplas áreas. Exemplos que podem ser mencionados:

### 1. Consolidação do Feminismo da Diferença
O principal legado teórico da Rivolta Femminile foi a inauguração do chamado ¨feminismo da diferença¨ (femminismo della differenza), que se opôs às estratégias feministas de assimilação e igualdade para afirmar uma lógica própria, fundada na alteridade feminina.
Essa corrente encontrou continuidade em grupos como o Diotima comunidade filosófica da Universidade de Verona), que elaborou o conceito de "pensamento da diferença sexual", particularmente através das obras de Adriana Cavarero e Luisa Muraro. A tese fundamental era que a emancipação feminina só poderia ocorrer com o reconhecimento do valor simbólico da diferença entre os sexos.

### 2. Transformação da Linguagem Feminista
Ao recusar o estilo acadêmico e adotar uma escrita fragmentária e íntima, a Rivolta Femminile inspirou novas formas de expressão literária e política. Escritoras como Grazia Livi, Luce Irigaray e Carla Lonzi abriram caminhos para uma linguagem "situada", que falava da experiência singular das mulheres.
Esta transformação do discurso permitiu ao feminismo italiano se distinguir dos feminismos anglo-americanos, priorizando a relação entre pensamento e existência. Como destaca Paola Bono, “a linguagem tornou-se lugar de criação política e não apenas de descrição da realidade”.

### 3. Impacto na Prática Política Coletiva
O modelo de autoconsciência da Rivolta Femminile redefiniu o sentido da prática política: não mais a conquista do poder externo, mas a transformação dos modos de ser e de se relacionar. Esse legado inspirou iniciativas como as case delle donne (casas das mulheres), espaços autogestionados de encontro, denúncia e solidariedade em várias cidades italianas a partir dos anos 1970.
Além disso, a crítica à mediação masculina teve reflexos em movimentos autônomos contemporâneos que recusam tanto as instituições estatais quanto as formas tradicionais de partido político.

### 4. Influência Internacional e Traduções
Embora inicialmente concentrada no contexto italiano, a produção da Rivolta Femminile alcançou projeção internacional. Trechos do Manifesto di Rivolta Femminile e de obras de Lonzi foram traduzidos para o inglês, francês e espanhol, influenciando o feminismo radical francês (notadamente Monique Wittig e Hélène Cixous).
No mundo anglófono, críticas como Judith Butler reconheceram a importância da ideia da diferença sem hierarquia como base para pensar as identidades de gênero.

### 5. Redescoberta e Revalorização Contemporânea
Nas últimas décadas, houve uma crescente redescoberta dos escritos e ações da Rivolta Femminile. A reedição de obras de Carla Lonzi, a organização de congressos acadêmicos e a abertura de arquivos sobre o movimento evidenciam sua atualidade e relevância.
Pesquisadoras como Annarita Buttafuoco e Chiara Zamboni apontam que o legado da Rivolta não reside apenas nas suas conquistas históricas, mas na sua capacidade de propor um novo paradigma relacional e existencial, ainda por se realizar plenamente.

## Considerações Finais
A Rivolta Femminile constitui um marco inaugural e paradigmático na história do feminismo italiano e europeu do século XX. Surgida em Roma, em 1970, da conjunção singular entre a crítica de arte Carla Lonzi, a artista visual Carla Accardi e a militante Elvira Banotti, esta experiência político-intelectual rompeu com as tradições militantes mistas da década de 1960 para propor uma revolução simbólica da subjetividade feminina. Diferentemente das abordagens liberais ou marxistas predominantes, a Rivolta não buscava inserir as mulheres no mundo masculino da política, mas transformar radicalmente o próprio sistema de valores que estruturava essa exclusão — uma operação epistemológica e existencial que reconfigurou o próprio conceito de emancipação.
A recusa da delegação, o repúdio à mediação institucional e a afirmação de uma prática de autoconsciência e escuta constituíram os pilares de uma nova ética relacional, que se pretendia livre da lógica da dominação e da representação hierárquica. Neste contexto, a Rivolta propôs uma crítica contundente ao patriarcado não apenas como sistema jurídico-social, mas como regime ontológico e discursivo. Tal concepção influenciou profundamente as vertentes posteriores do feminismo da diferença, como bem evidenciam os trabalhos de Adriana Cavarero (1990), Luisa Muraro (1991) e Chiara Zamboni (1996), ao reiterar que a diferença sexual não deve ser anulada em nome da igualdade, mas reconhecida como princípio ativo de transformação cultural.
A herança do grupo, embora muitas vezes silenciada ou marginalizada pelas leituras mais pragmáticas da história dos movimentos sociais, permanece viva nos circuitos de pensamento que valorizam a singularidade, a experiência situada e a escuta como formas de resistência. Como observa Annarita Buttafuoco, a Rivolta Femminile inaugurou um “processo contínuo de tomada de palavra das mulheres sobre si mesmas, sem necessidade de tradução para a linguagem do poder masculino”. Este legado ético e político continua a inspirar novas gerações de feministas, pensadoras e artistas comprometidas com o desmantelamento das estruturas simbólicas da dominação e com a invenção de mundos mais justos, plurais e sensíveis à diferença.
Por fim, o pensamento engendrado por Carla Lonzi e suas companheiras pode ser compreendido não apenas como uma doutrina feminista, mas como um gesto filosófico inaugural: a afirmação de que o sujeito feminino é fonte legítima de sentido e de história, capaz de inscrever-se no mundo não como exceção ou desvio, mas como centro originário de linguagem, desejo e criação. Ao reivindicar essa centralidade, a Rivolta Femminile operou um deslocamento ontológico de proporções ainda incalculáveis — uma revolta silenciosa que, longe de ter terminado, continua a reverberar no presente.